# Saint-Nizier-le-Désert
Saint-Nizier-le-Désert ist eine französische Gemeinde mit 922 Einwohnern (Stand: 1. Januar 2022) im Département Ain in der Region Auvergne-Rhône-Alpes. Sie gehört zum Kanton Ceyzériat im Arrondissement Bourg-en-Bresse.

## Geographie
Die Gemeinde Saint-Nizier-le-Désert liegt etwa 18 Kilometer südsüdwestlich von Bourg-en-Bresse in der Seenlandschaft Dombes. Nachbargemeinden von Saint-Nizier-le-Désert sind Saint-Paul-de-Varax im Norden, Lent im Nordosten, Dompierre-sur-Veyle im Osten, Châtenay im Südosten, Chalamont im Südosten und Süden, Le Plantay im Südwesten sowie Marlieux im Westen.

## Bevölkerungsentwicklung
| Jahr                       | 1962 | 1968 | 1975 | 1982 | 1990 | 1999 | 2006 | 2012 | 2021 |
| Einwohner                  | 392  | 355  | 375  | 390  | 484  | 489  | 797  | 889  | 922  |
| Quellen: Cassini und INSEE |      |      |      |      |      |      |      |      |      |

## Sehenswürdigkeiten
- Kirche Saint-Nizier, Monument historique
- wieder aufgebaute Burg La Veyse (auch: Burg Vèze)

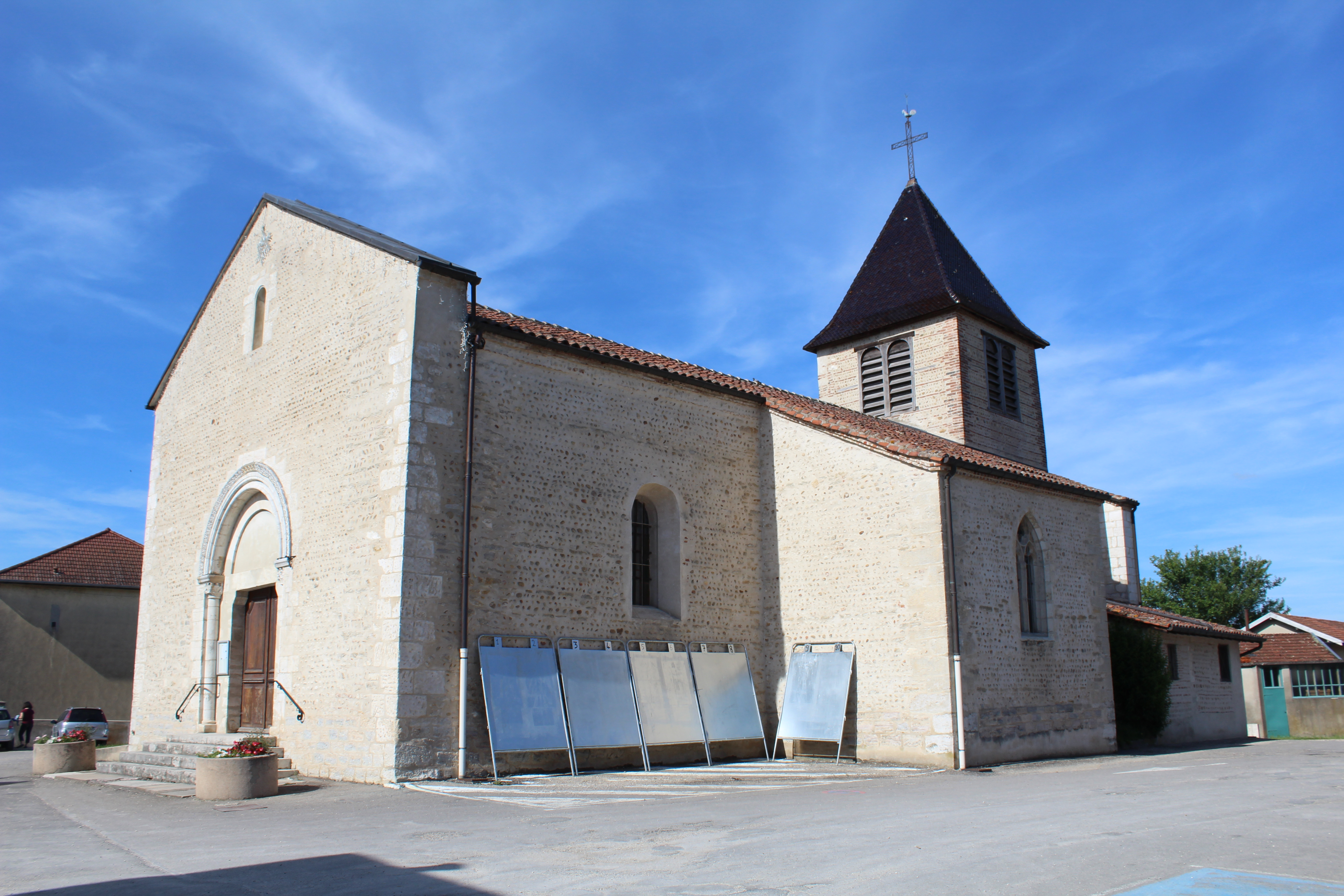
Kirche Saint-Nizier
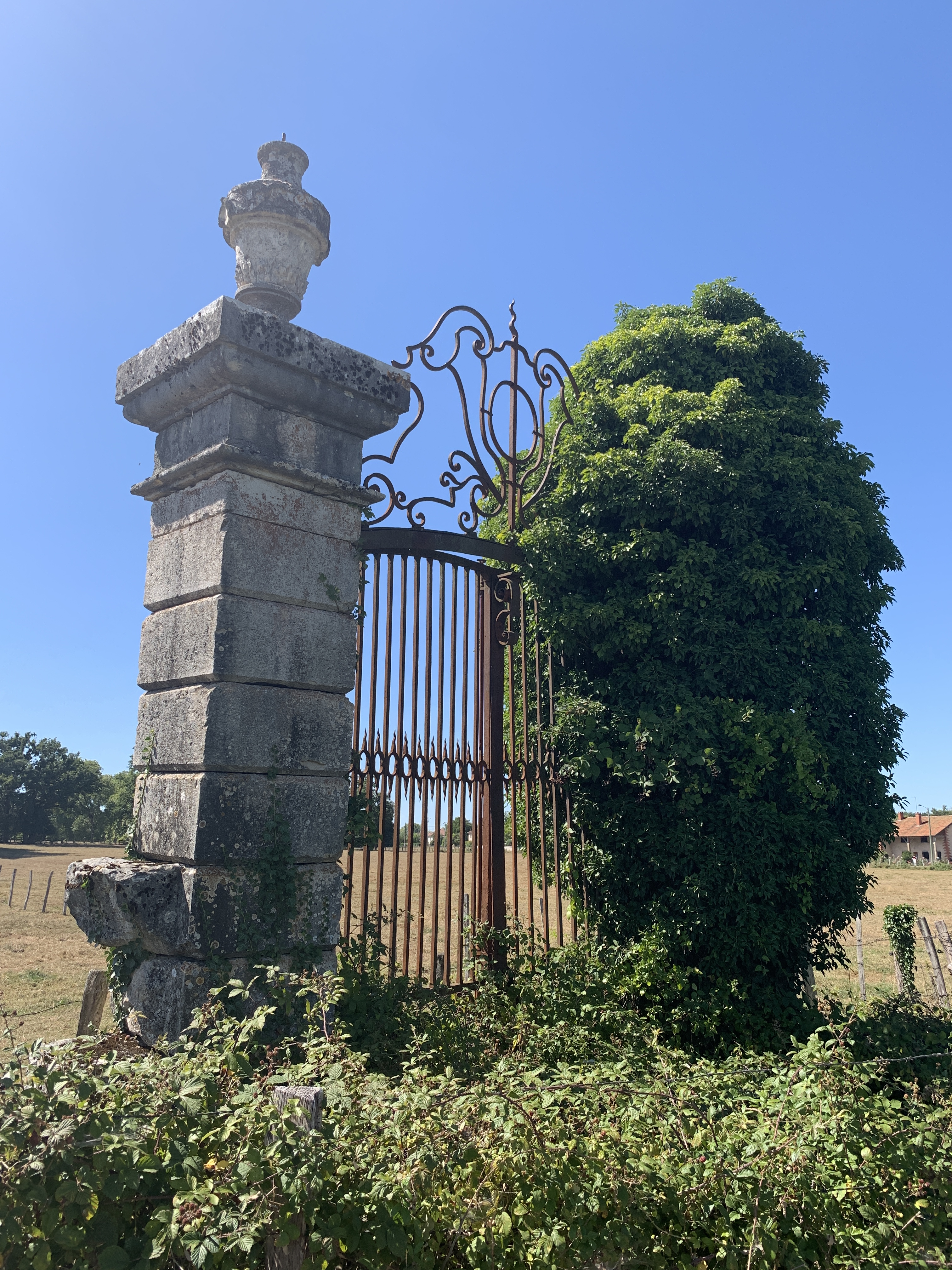
Portalreste der Burg La Veyse
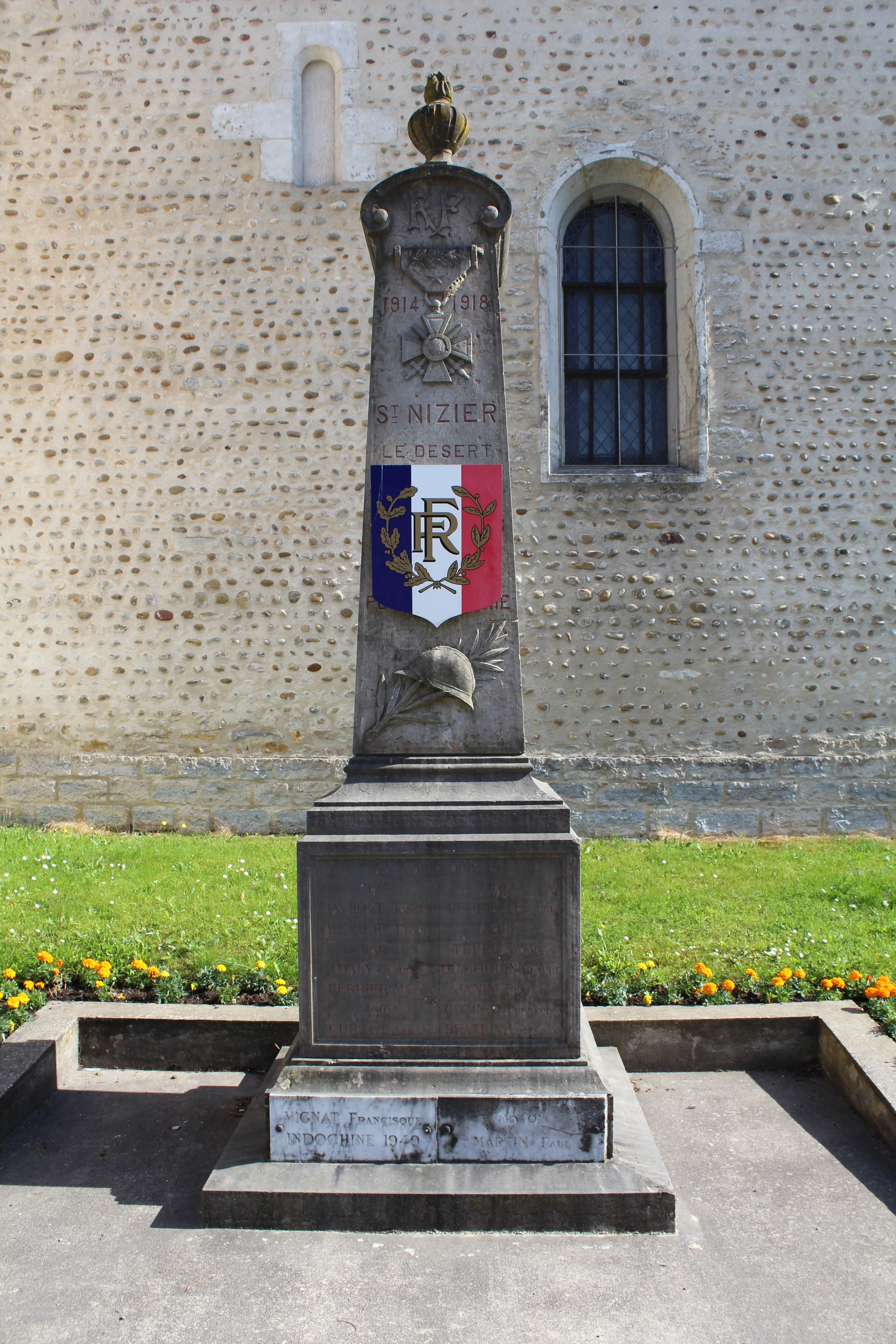
Gefallenendenkmal